# Adversane
Adversane – osada w Anglii, w hrabstwie West Sussex, w dystrykcie Horsham. Leży 29 km na północny wschód od miasta Chichester i 62 km na południowy zachód od Londynu.